# Shōnen Magazine Edge
Shōnen Magazine Edge (少年マガジンエッジ, Shōnen Magajin Ejji) é uma revista de mangá voltada para o público shonen publicada pela Kodansha. Anunciada em junho de 2015, a revista é comercializada mensalmente desde 17 de setembro de 2015.

## Mangás serializados

### Mangás em serialização
| Título romanizado                          | Título original                         | Autor             | Ilustrador       | Período de publicação       |
| ------------------------------------------ | --------------------------------------- | ----------------- | ---------------- | --------------------------- |
| Shaman King The Super Star                 | シャーマンキングザスーパースター        | Hiroyuki Takei    | Hiroyuki Takei   | Maio de 2018 – Em hiato     |
| Shaman King Gaiden: Red Crimson            | シャーマンキングレッドクリムゾン        | Hiroyuki Takei    | Jet Kusamura     | Junho de 2018 – Presente    |
| Kino's Journey: the Beautiful World        | キノのたび ザ・ビューティフル・ワールド | Keiichi Sigsawa   | Iruka Shiomiya   | Abril de 2017 – Presente    |
| K: Comicarized Serie                       | 『K』シリーズコミカライズ               | GoRA              | Yasuyuki Torikai | Outubro de 2016 – Presente  |
| Shinyaku Märchen                           | 新約 Märchen                            | Yasuyuki Torikai  | Yasuyuki Torikai | Setembro de 2015 – Presente |
| Tantei ga Hayasugiru                       | 探偵が早すぎる                          | Inoue Makoto      | Kaoru Sangatsu   | Julho de 2018 – Presente    |
| Amachin wa Jishō ♂                         | あまちんは自称♂                         | Akane Terai       | Akane Terai      | Junho de 2017 – Presente    |
| Gekikara o Joo-sama wa Jibun o Basshitai   | 激辛お嬢さまは自分を罰したい            | Yō Kokukuji       | Yō Kokukuji      |                             |
| Saeki-san wa Nemutteru                     | 佐伯さんは眠ってる                      | Robinson Sunohara | Yō Kokukuji      | Março de 2018 – Em hiato    |
| Aroma-chan wa Konya mo Hazukashii          | アロマちゃんは今夜も恥ずかしい          | Chiyo Kenmotsu    | Chiyo Kenmotsu   | Julho de 2017 – Presente    |
| Shachiku to Gyaru ga Irekawarimashite      | 社畜とギャルが入れ替わりまして          | Taki Rei          | Taki Rei         |                             |
| Harukanaru Toki no Naka de 6               | 遙かなる時空の中で６                    | Mizuno Tōko       | Mizuno Tōko      |                             |
| Bishōnen Tanteidan                         | 美少年探偵団                            | Isin Nisio        | Suzuka Oda       | Abril de 2016 – Presente    |
| Kunihachibu                                | くにはちぶ                              | Hiroaki Kakamu    | Hiroaki Kakamu   | Agosto de 2017 – Presente   |
| Robotto Izon-kei Joshi no Mēwakuna Nichijō | ロボット依存系女子の メーワクな日常     | Akio Kawada       | Akio Kawada      | Outubro de 2018 – Presente  |
| Mourning Bride                             | モーニングブライド                      | Daisuke Moriyama  | Daisuke Moriyama | Maio de 2017 – Presente     |
| Shiori-sensei, Mōyame Tetsu!               | 栞せんせい、もうヤメてっ！              | Yasui Miito       | Itō Kyōsuke      |                             |
| Ōku Henshū to Ona Kishi Mangaka-san        | オーク編集と女騎士マンガ家さん          | Sō Indo           | Takafumi Satō    |                             |
| Mazumeshi Erufu to Youbokugurashi          | マズ飯エルフと遊牧暮らし                | Ooma Kurō         | Takashi Watanabe |                             |